# Erich Waschneck
Eric Waschneck (Grimma, 29 aprile 1887 – Berlino, 22 settembre 1970) è stato un regista, direttore della fotografia, produttore cinematografico e sceneggiatore tedesco.

## Biografia
Figlio di Therese Emilie Schneider e di un fabbro, Karl Hermann Waschneck, il giovane Erich frequentò il liceo a Lipsia, iscrivendosi all'Accademia d'Arte della città dove studiò pittura. Nel 1907, entrò nell'industria cinematografica disegnando e dipingendo i manifesti dei film. In seguito, lavorò come fotografo e come assistente del direttore della fotografia Fritz Arno Wagner. Risale al 1921 il suo esordio come direttore della fotografia di Der verlorene Schatten, un film diretto da Rochus Gliese e interpretato da Paul Wegener.
Nel 1924, cominciò la sua carriera di regista che, conclusasi nel 1953, lo portò a dirigere quasi cinquanta pellicole. Il suo Otto ragazze in barca del 1932, vinse la medaglia d'oro alla Mostra di Venezia. Diventò amministratore delegato della Fanal-Film GmbH di Berlino, iniziando così la sua carriera di produttore.

## Filmografia

### Regista (parziale)
- Kampf um die Scholle (1925)
- Mein Freund der Chauffeur (1926)
- Die Horde (1926)
- L'uomo tra le fiamme (Der Mann in Feuer) (1926)
- Brennende Grenze (1927)
- Ombra nella notte (Regine, die Tragödie einer Frau) (1927)
- Die Liebe der Brüder Rott (1929)
- Il favorito di Schonbrunn (Der Günstling von Schönbrunn), co-regia Max Reichmann (1929)
- Che scandalo quella donnina! (Scandal in Baden-Baden) (1929)
- Nel turbine imperiale (Diane - Die Geschichte einer Pariserin) (1929)
- Zwei Menschen (1930)
- Regina (Regine) (1935)
- La donna del mio cuore (Liebesleute) (1935)
- Missione eroica (Eskapade) (1936)
- Onkel Bräsig (1936)
- Ragazzi (Streit um den Knaben Jo) (1937)
- Anna Favetti (1938)

### Direttore della fotografia (parziale)
- Der verlorene Schatten, regia di Rochus Gliese (1921)
- Der kleine Muck, regia di Wilhelm Prager (1921)
- Die Rache einer Frau, regia di Robert Wiene (1921)
- Das Opfer der Ellen Larsen, regia di Paul L. Stein (1921)
- Neuland, regia di Hans Behrendt (1924)

### Produttore (parziale)
- La donna del mio cuore (Liebesleute), regia di Erich Waschneck (1935)
- Missione eroica (Eskapade), regia di Erich Waschneck (1936)